# Wonotulus
Wonotulus is een bestuurslaag in het regentschap Purworejo van de provincie Midden-Java, Indonesië. Wonotulus telt 993 inwoners (volkstelling 2010).